# Stanislav Schulhof
Stanislav Schulhof  (12. listopad 1864 Horní Bradlo-Lipka, Pardubický kraj – 18. srpen 1919 Praha) byl český esperantista, zubní lékař v Pardubicích, esperantský a český básník, zakladatel Klubu esperantistů v Pardubicích. Spolu se svými přáteli byl nositelem bohatého kulturního života v tomto městě.

## Životopis
Narodil se v osadě Lipka, nyní patřící do obce Horní Bradlo v Pardubickém kraji, v rodině Abrahama a Františky Schulhofových, jako druhý z osmi dětí. Otec byl obchodníkem s vlasovými síťkami, které se tehdy na Vysočině podomácku zhotovovaly. Prodával je hlavně do Spojených států amerických. Rodina se do Spojených států později přestěhovala. V Čechách zůstali jen dva nejstarší synové Leopold a Stanislav. Podporován svým bratrem, Stanislav absolvoval universitní studia všeobecného lékařství. Po dvou letech praxe v Dobrušce, České Kamenici a Vratislavi Stanislav dokončil studium zubní lékařské specializace. Poté působil jako zubní lékař v Pardubicích. Oženil se s Hermínou a měli tři děti: adoptovanou Jarmilu, syna Jaroslava a dceru Zdenu, které nadevše miloval.

## Účast na společenském a literárním životě Pardubic
Doktor Schulhof byl velmi talentovaný, mimořádně ambiciózní, lidumil a vlastenec. Patřil do trojice významných pardubických Židů, lékařů, kteří se hlásili k české národnosti: Dr. Vohryzek, Dr. Thein a Dr. Schulhof.
Kromě esperanta uměl francouzsky a čínsky. Ve svých 45 letech se jako samouk naučil anglicky natolik, že překládal z angličtiny do esperanta. Za 1. světové války se začal učit také turecky, protože mezi jeho pacienty bylo hodně Turků.
Byl činný také v jiných oborech, zvláště jako novinář, redaktor, spisovatel, divadelní dramaturg a básník. V červnu roku 1903 byla s velkým úspěchem uvedena jeho divadelní hra „Věno“. Bohužel toto dílo včetně rukopisu se ztratilo.
V letech 1908 až 1912 psal mnoho článků pro noviny Rozvoj, Východ a Obzor o zubech a jejich ošetřování, dále různé fejetony a bibliografie. V ročníku 1912 deníku Osvěta lidu je více než 50 Schulhofových článků z esperantského hnutí.
Často psal také do mnohých esperantských časopisů, např. „Časopisu českých esperantistů“, moskevského „Ondo de Esperanto“, anglického „The British Esperantist“, polského „Pola Esperantisto“ a „Lingvo Internacia“. Často přednášel v různých esperantských klubech. Jako vynikajícího řečníka ho chválila učitelka jazyků Gusta Kordová, v té době tajemnice pardubického Klubu esperantistů. S ní se Dr. Schulhof zúčastnil 8. Světového kongresu esperanta v Krakově v roce 1912 a 9. kongresu v Bernu, kde se osobně setkali s tvůrcem esperanta Dr. Zamenhofem.
Mezi mnohými přáteli, s nimiž se dr. Schulhof často setkával, byl také Dr. Fousek, právník a známý esperantista v Přelouči. Z jejich korespondence lze vysledovat situaci esperantského hnutí za první světové války, zejména na Pardubicku, v Praze a v Plzni.
Dr. Schulhof zemřel 18. srpna 1919 v pražské všeobecné nemocnici (Nové Město čp. 499). Po zpopelnění v Liberci byl pohřben na pardubickém židovském hřbitově vedle hrobu svého mnohaletého přítele Dr. Vohryzka.

## Literární dílo
Hlavní esperantské sbírky básní Dr. Schulhofa, obecně velmi oceňované, vyšly v letech 1911-1912. První, jmenovitě „Per espero al despero“ (Nadějí k beznaději), věnovaná památce rodičů, je plná touhy, pevné víry, že zelená hvězda esperanta zvítězí. Druhá sbírka básní „Kion la vivo alportis“ (Co život přinesl) je věnována památce prvního českého a mezinárodního iniciátora snadného umělého jazykového mostu (umělého jazyka místo obtížné latiny) Janu Amosu Komenskému. Třetí sbírka se jmenuje „Aŭtunaj floroj“ (Podzimní květy) a je věnována autorovi jazyka esperanto Ludvíku Lazaru Zamenhofovi a obdivuje v ní kouzelnou sílu, moc a krásu jazyka esperanto. Všechny autorovy básně jsou líbivé a dobře se přednášejí. Od svého vzniku dokazují schopnost esperanta sloužit jako jazykový most pro celou Evropu a Svět. Až po smrti básníka vyšla v roce 1920 knížka „Bohemaj grenatoj“ (České granáty), vynikající překlady 30 básní šestnácti českých básníků (Jaroslava Vrchlického, Otokara Březiny, Petra Bezruče, Jana Nerudy, Karla Havlíčka Borovského, Josefa Svatopluka Machara a jiných).
Až v roce 1997 Klub esperantistů Dr. Schulhofa vydal skromnou sbírku básní v češtině, nazvanou „Sardinky“. Schulhof zamýšlel tyto básně bez jména ponechat nevydané „jako konzervu sardinek“ budoucím čtenářům. Proto členové klubu dali sbírce básní tak nepoetické jméno.
V esperantských i českých básních Dr. Schulhofa je mnoho citu, mnoho touhy pomáhat bídným a utlačovaným lidem, mnoho trpkosti nad zradou vlasti a národa. Tato témata jsou stále aktuální a zaslouží si být stále připomínána.
Kromě básní Schulhof publikoval také mnoho propagačních článků.
S hrdostí Klub esperantistů Dr. Schulhofa nosí jméno svého zakladatele (1909) a básníka. Zvláštní zásluhu o zachování díla a památky dr. Schulhofa má bývalá předsedkyně klubu Jarmila Rýznarová.

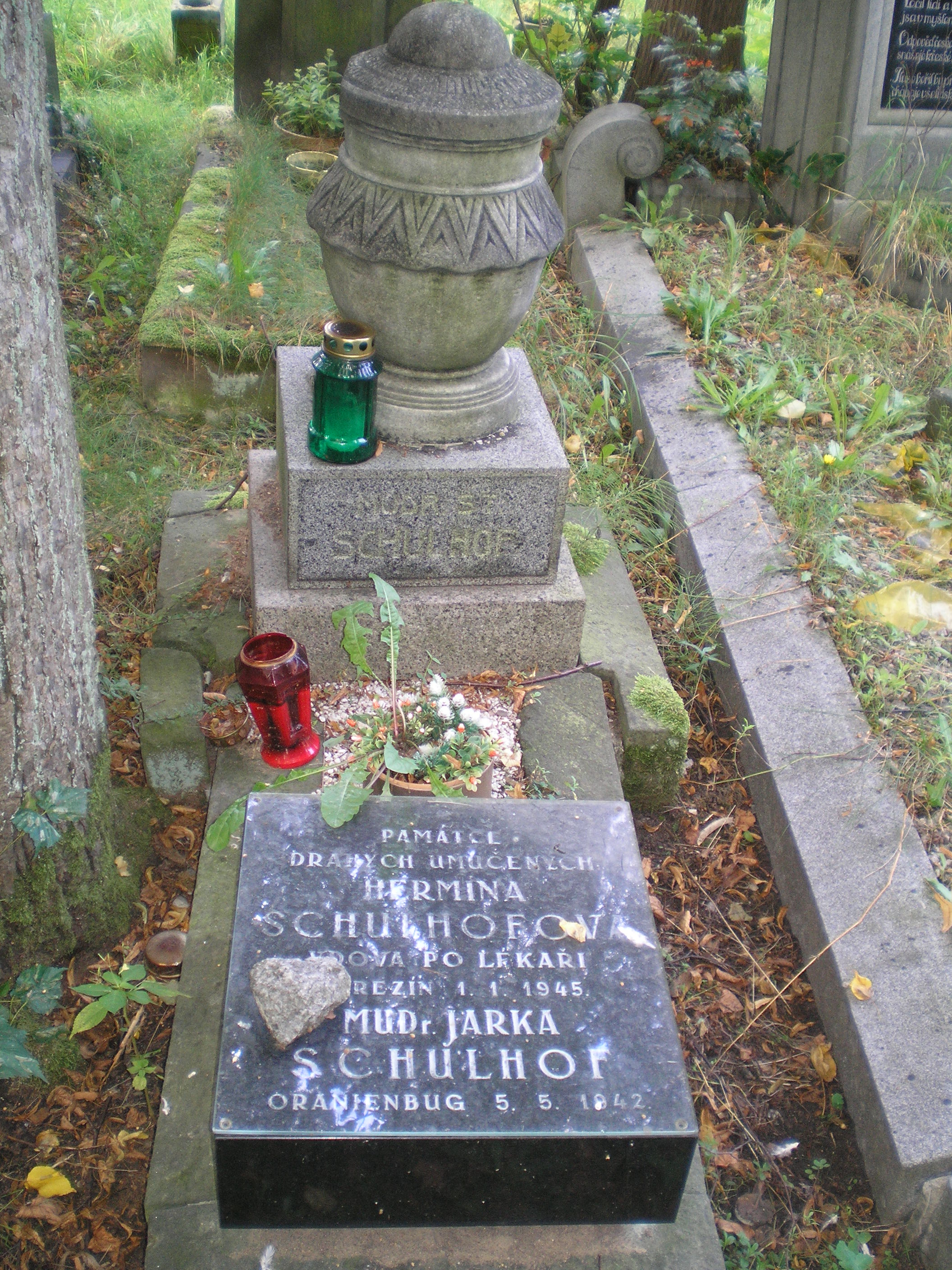
Hrob Dr. Schulhofa v Pardubicích

## Osud rodiny za německé okupace
Rodina Dr. Schulhofa byla během 2. světové války perzekvována. Jeho syn Jaroslav (1899–1942), zubní lékař a talentovaný hudebník, byl umučen v koncentračním táboře Sachsenhausen. Stejný osud stihl také manželku Dr. Schulhofa, paní Hermínu (1868–1945), která zemřela v terezínském ghettu. Jejich rodinný dům, kde byla uskladněna také literární pozůstalost Dr. Schulhofa, demolovala při prvním náletu na Pardubice spojenecká bomba. Proto mnohá rukopisná díla nebyla již nalezena. Podle korespondence Dr. Schulhofa byly k vydání připraveny nejméně dvě básnické sbírky v esperantu: „De profundo“ (Z hlubiny) a „Floroj kaj burĝonoj“ (Květy a poupata).
Celá rodina se po vzoru otce učila esperanto. Nejstarší Jarmila, zubní lékařka, vícekrát přednášela v esperantu básně napsané nebo přeložené otcem, Maryčku Magdónovou a jiné. Dcera Zdena, provdaná Maxová, se ráda účastnila esperantských setkání.